# Kurt Leichtweiß
Kurt Leichtweiss (Villingen, 2 de março de 1927 – 23 de junho de 2013) foi um matemático alemão, especialista em geometria convexa e geometria diferencial.

## Livros
- (com Wilhelm Blaschke), Elementary Differential Geometry, Springer, 1973.
- Affine geometry of convex bodies, Wiley, 1998.
- Convex Geometry, Springer, 1980.
- Analytic Geometry, First Course, Teubner, 1972.